# Dürkopp Typ P 16
Der Dürkopp Typ P 16, auch Dürkopp 16/45 PS, war ein Personenwagen-Modell der Oberklasse, das von 1917 bis 1922 gebaut wurde. Hersteller waren die Dürkoppwerke AG, die ihren Hauptsitz im westfälischen Bielefeld hatten und zu dieser Zeit auch eine Automobilbauabteilung an der Zweigniederlassung in Berlin-Reinickendorf unterhielten.
Der Dürkopp Typ P 16 hatte einen Vierzylindermotor mit 4,2 Liter Hubraum. Er löste nach einer Unterbrechung durch den Ersten Weltkrieg die Personenwagenmodelle der Baureihe Dürkopp Typ DG ab. Zugleich erweiterte er die Baureihe Typ P nach oben, die 1914 mit dem Dürkopp Typ P 10 (10/30 PS) eingeführt worden war und bis zur Einstellung der Pkw-Fertigung 1927 noch um sechs weitere Modelle ergänzt wurde. Der Typ P 16 bildete 1919 die Grundlage für das nochmals größere Sechszylinder-Modell Dürkopp Typ P 24 (24/70 PS); beide wurden 1923 von dem kleineren Sechszylindermodell Dürkopp Typ P 12 (12/45 PS) mit „nur noch“ gut 3,1 Liter Hubraum abgelöst.

## Hintergründe

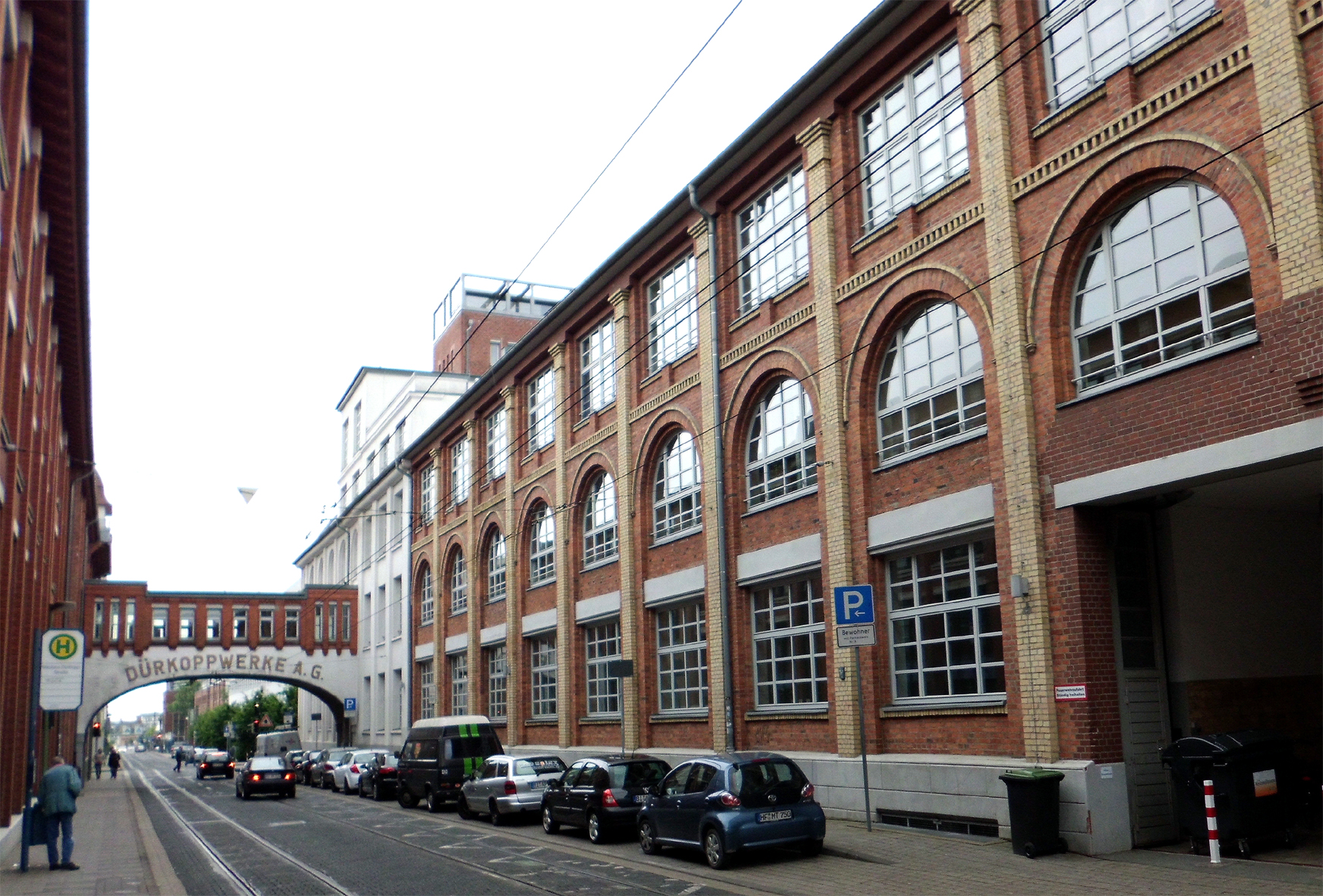
Das denkmalgeschützte Unternehmensgebäude in der Nikolaus-Dürkopp-Straße 2 in Bielefeld

Die Dürkopp & Co. AG in Bielefeld baute bereits ab 1897 Automobile. Dreißig Jahre zuvor hatte der Gründer Nikolaus Dürkopp (1842–1918) das Unternehmen als Werkstatt zur Reparatur und Herstellung von Nähmaschinen gegründet. Hiermit sowie mit der Produktion von Fahrrädern ab 1883 und stationären Gasmotoren ab 1886 erlebte das Werk einen rasanten Aufschwung, der Nikolaus Dürkopp großen Reichtum bescherte.
Von 1899 bis 1908 trug das Unternehmen den Firmennamen Bielefelder Maschinenfabrik, danach Dürkoppwerke AG. Die Personenwagenfertigung blieb stets eine untergeordnete Sparte, die wegen des hohen Anteils an Handarbeit und geringer Stückzahlen wenig profitabel war und über längere Zeit mit den Gewinnen aus anderen Sparten unterstützt werden musste. Andererseits trugen die Kraftfahrzeuge erheblich zum guten Markenruf bei. In diese Phase fielen auch Motorsport-Erfolge wie zwei zweite Plätze bei der Rallye Monte Carlo 1911 und 1912. Auf der Suche nach immer höheren Motorleistungen entstanden Kuriosa wie der Dürkopp Typ DG 40 (40/100 PS) von 1912 bis 1914, ein Vierzylinder mit 13,0 Liter Hubraum.
Im Jahr 1908 pachtete Dürkopp die Fertigungsstätte der Oryx Motorwerke AG in Berlin-Reinickendorf, die das Unternehmen 1911 vollständig erwarb. Nach dem Ersten Weltkrieg, spätestens ab 1920, wurden dort die Dürkopp-Lastkraftwagen und die großen Dürkopp-Personenwagen produziert. Zeitweise beschäftigte das Unternehmen 1500 von insgesamt 6000 Arbeitnehmern im Automobilbau.

## Die Modellgeschichte

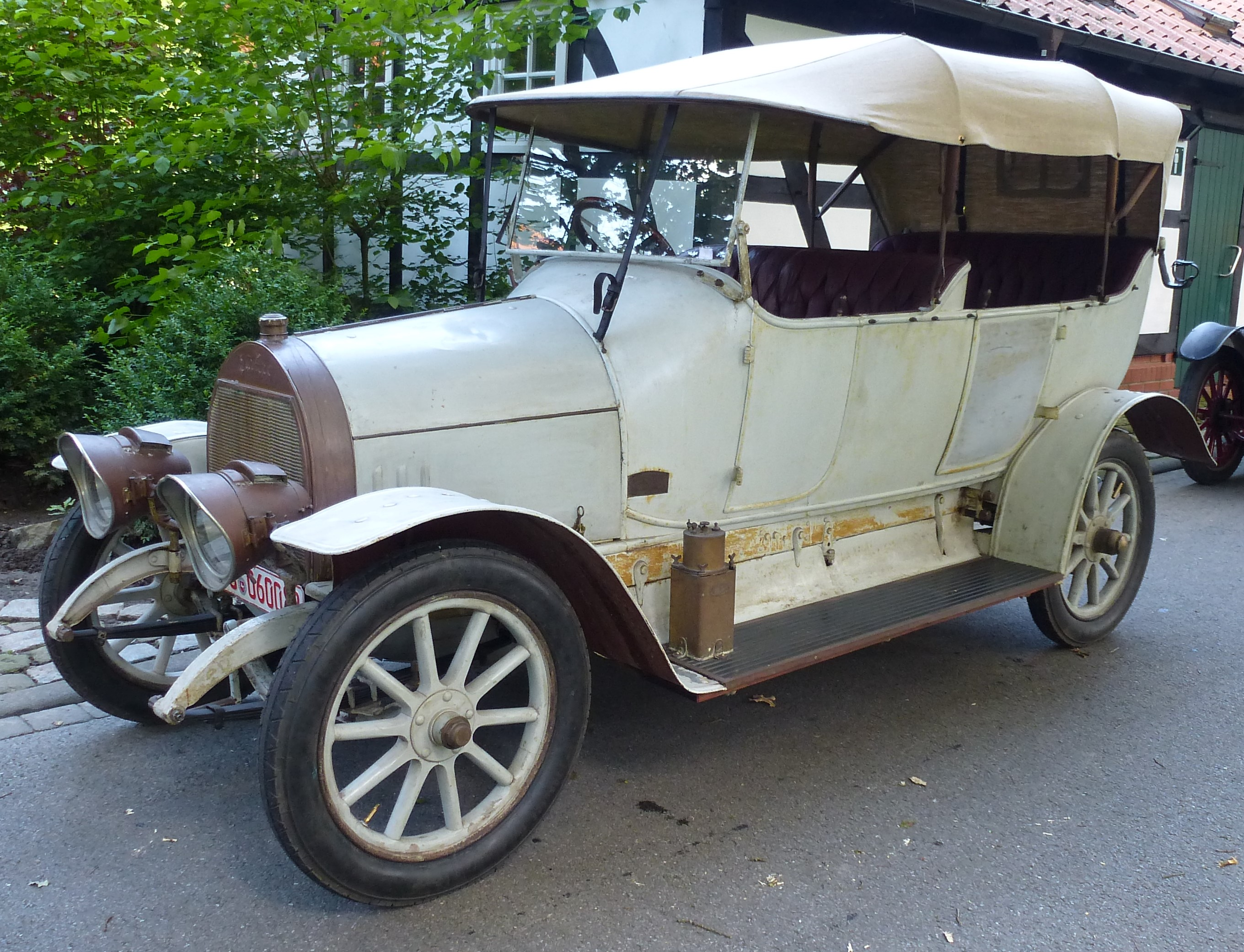
Ein kleinerer Dürkopp 8/18 PS aus der Zeit vor dem Ersten Weltkrieg, konzeptionell und stilistisch dem Typ P 16 (16/45 PS) recht ähnlich

Der Dürkopp Typ P 16 (16/45 PS) wurde 1917, noch während des Ersten Weltkriegs vorgestellt. Die wirtschaftliche Lage im Deutschen Reich war jedoch kriegsbedingt schlecht und es herrschte Materialmangel. Insofern ist zweifelhaft, ob bis 1919 nennenswerte Stückzahlen des Modells entstanden. Für 1920 ist eine Zulassungsblaupause des damaligen Regierungspräsidenten in Minden für den „P 16“ der Dürkoppwerke AG in Bielefeld überliefert. Unklar ist, ob dies ein Anhaltspunkt dafür ist, dass erst 1920 die eigentliche (Klein-)Serienfertigung dieses Modells begann; möglicherweise ist das Dokument nur das Ergebnis einer veränderten (lokalen) Zulassungspraxis.
Als Oberklassemodell folgte der Typ P 16 auf die Dürkopp-Personenwagen der großen Baureihe Typ DG. Hinsichtlich Größe und Motorisierung entsprach er in etwa dem (kleinsten) Typ DG 18 (18/45 PS), einem Vierzylinder mit gut 4,5 Liter Hubraum, der von 1908 bis 1913 gefertigt wurde; als dessen Nachfolger war schon 1912 das deutlich hubraumstärkere Zwischenmodell Typ DG 25 (25/60 PS) vorgestellt worden, ein Vierzylinder mit gut 6,3 Liter Hubraum, der bis 1914 gebaut wurde.
Bei seiner Vorstellung 1917 war der Typ P 16 das Spitzenmodell. Darunter rangierten zwei kleinere Pkw-Modelle mit Vierzylindermotoren, einerseits der seit 1913 gebaute Typ EK 6 (6/24 PS) mit gut 1,5 Liter Hubraum und zum anderen der Typ P 10 (10/30 PS) mit 2,6 Liter Hubraum. In den Folgejahren baute Dürkopp die Baureihe Typ P zur breit gestaffelten und einzigen Pkw-Reihe der Marke aus: Mit den gleichen Zylinderabmessungen des vierzylindrigen Typ P 16 folgte 1919 als neues Spitzenmodell der sechszylindrige Typ P 24 (24/70 PS) mit gut 6,2 Liter Hubraum und nochmals rund 25 Zentimeter mehr Länge. Zeitgleich erschien unterhalb des Typ P 10 und als Ersatz des 1920 auslaufenden Typ EK 6 der relativ erfolgreiche Vierzylinder Typ P 8 (8/24 PS) mit 2,1 Liter Hubraum.
Der Typ P 16 und die gesamte Baureihe Typ P folgten noch dem Bestreben des Unternehmensgründers Nikolaus Dürkopp, „möglichst solide und dauerhafte Qualitätsautomobile für den Alltagsgebrauch herauszubringen.“ Tatsächlich genossen die Dürkopp-Personenwagen dieser Ära „einen guten Markenruf“, dennoch brachten es die größeren Modelle nur zu kleinen, kaum kostendeckenden Serien. Nach dem Tod des Gründers ließ das Unternehmen die drei größeren Modelle Typ P 10, P 16 und P 24 1922 auslaufen. Ersetzt wurden sie 1923 durch den Sechszylinder Typ P 12 (12/45 PS) mit 3,1 Liter Hubraum; er wurde noch bis 1926 gefertigt, ohne größere Stückzahlen zu erreichen und damit kostendeckend zu werden.
Während der Produktionszeit gab es in technischer Hinsicht keine nennenswerte Weiterentwicklung des Typ P 16 (16/45 PS). Nähere Produktionszahlen sind nicht überliefert. Ausgehend von der Resonanz in den Medien und den Fertigungszahlen konkurrierender Modelle dürften lediglich zweistellige Stückzahlen anzunehmen sein. Vermutlich haben – wenn überhaupt – nur einzelne Exemplare dieses Oberklassemodells bis heute überdauert. Aus jüngerer Zeit ist allein ein einziges Fahrzeug (Baujahr 1917) näher bekannt; mit Limousinenaufbau und hellgrauer Lackierung mit dunkler abgesetzten Kotflügeln stand es im Automuseum Nettelstedt im ostwestfälischen Lübbecke.
Der Bestand dieses Modells ist unter anderem dadurch dezimiert, dass die Wehrmacht den Dürkopp Typ P 16 – wie alle Modelle der Baureihe Typ P –  im Zweiten Weltkrieg requirierte.
Erwähnungen des Fahrzeugmodells in zeitgenössischen fremdsprachigen Veröffentlichungen blieben selten. Bereits gegen 1907 hatte Dürkopp seine zunächst umfangreichen internationalen Aktivitäten aufgegeben, darunter eine Kooperation mit einem französischen Unternehmen in Courbevoie an der Seine bei Paris (Automobile der Marke Canello-Dürkopp) und der Verkauf von Fahrzeugen im Vereinigten Königreich (Automobile unter der Marke Watsonia). Ebenfalls aufgegeben worden waren die Kooperation mit dem belgischen Hersteller Automobiles Dasse aus Verviers (Automobile der Marke Dürkopp-Dasse) und der Import von Elektroautos des französischen Herstellers Compagnie Française des Voitures Électromobiles aus Paris (Automobile der Marke Cardinet). Auch waren mit dem Ersten Weltkrieg aufsehenerregende Expeditionsreisen mit Dürkopp-Automobilen eingestellt worden, bei denen mit internationaler Resonanz Afrika und Mittelamerika erkundet worden waren. Mit dem Ende des Ersten Weltkriegs waren Deutschland und Dürkopp als Automobilhersteller international weitgehend isoliert.

## Die Modellbezeichnung
Die Modellbezeichnung „16/45 PS“ nimmt – wie damals weit verbreitet – Bezug auf die Leistung. Die Angabe „16 PS“ steht für die Steuer-PS, die Angabe „45 PS“ für die tatsächliche Motorleistung in Pferdestärken.
Auch in der Modellbezeichnung „Typ P 16“ findet sich die Angabe der Steuer-PS wieder. Die genaue Bedeutung des „P“ ist nicht gänzlich klar. Sie steht vermutlich schlicht für „Personen(-kraft-)wagen“, nachdem Dürkopp entschieden hatte, statt mehrerer Pkw-Baureihen wie bislang nur noch die Reihe Typ P mit mehreren verschiedenen Modellen anzubieten. Dafür spricht auch der Umstand, dass parallel die Dürkopp-Lastkraftwagen einheitlich das Kürzel „L“ erhielten.
Die Dürkopp-Baureihe Typ P entstand von 1914 bis 1927 in insgesamt acht Versionen. Sie ersetzte die „große“ Baureihe Typ DG sowie die kleineren Modelle wie Typ KW, NG und EK. Außer den bisher genannten Modellen des Typ P entstanden noch drei weitere Vierzylinder:
- der Typ P 8 A (8/32 PS) mit 2,1 Liter Hubraum (1924 bis 1927),
- der Typ P 8 B Sportwagen mit kompressor-geladenem Königswellen-Motor, 2,0 Liter Hubraum und bis zu 60 PS (44 kW) (1925 bis 1927) sowie
- der Typ P 8 C (8/40 PS) mit einem anderen, langhubigeren 2,1-Liter-Motor (nur 1926).[1]

## Die maßgeblichen Personen hinter demDürkopp Typ P 16

### Nikolaus Dürkopp

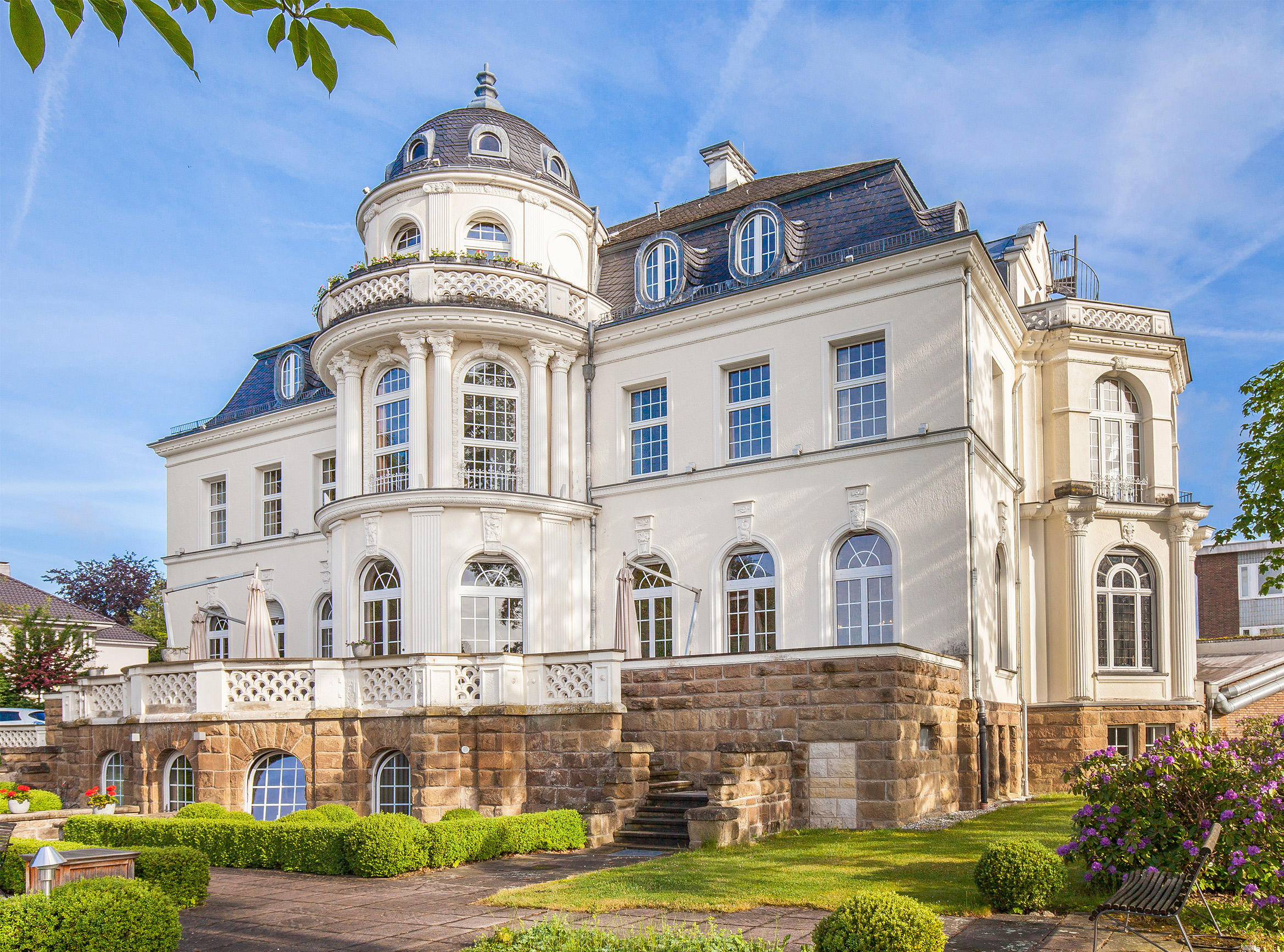
Der letzte Wohnsitz des Unternehmensgründers, die Villa Dürkopp in Bad Salzuflen

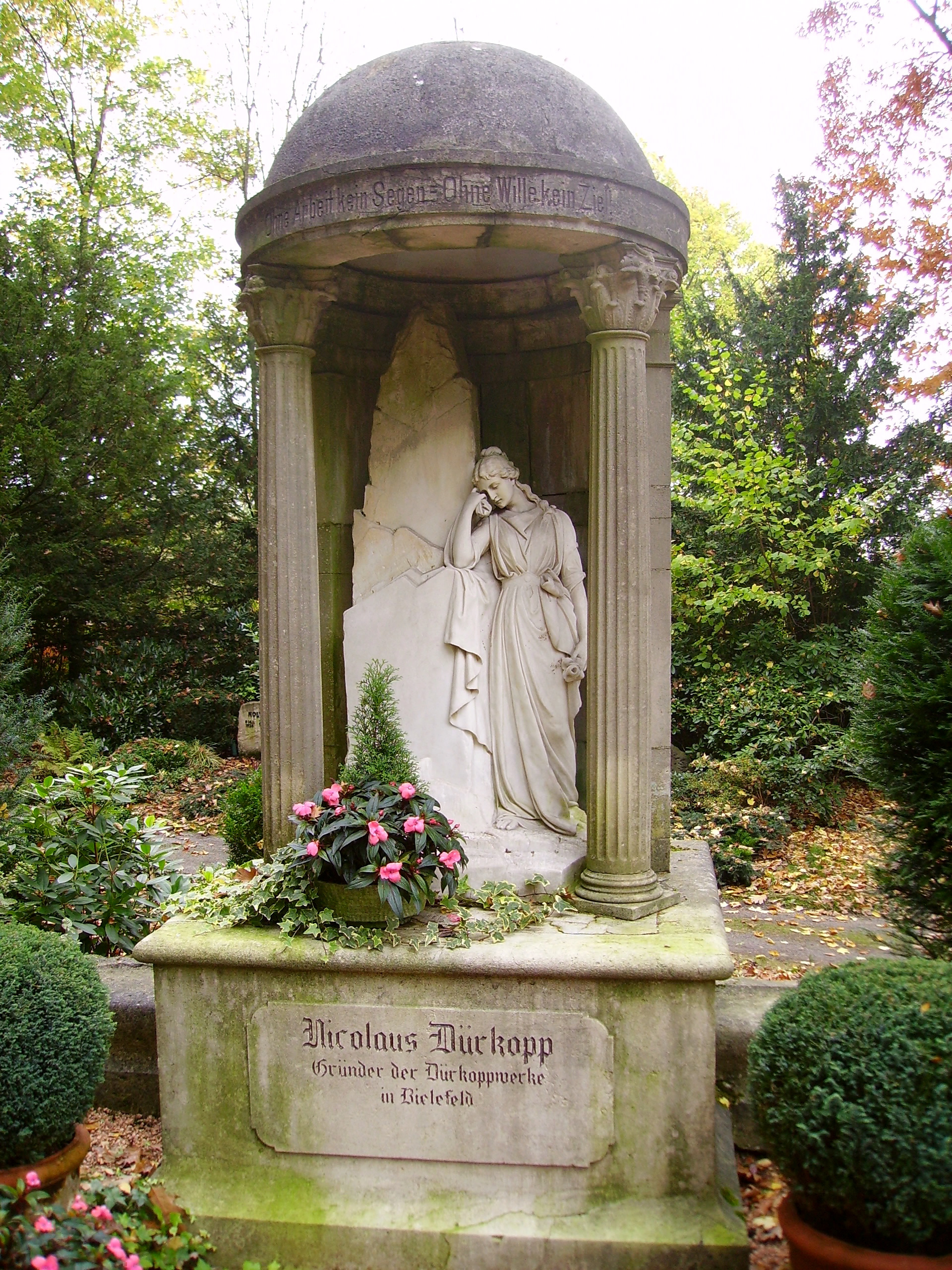
Das Grabmal von Nikolaus (zeitgenössisch: Nicolaus) Dürkopp

Maßgeblichen Einfluss auf die Entwicklung und den Bau des Personenwagens Typ P 16 (16/45 PS) von 1917 hatte der Unternehmensgründer Nikolaus Dürkopp. Dabei brachte er seine Kenntnisse als gelernter Schlosser sowie seine praktischen Erfahrungen aus früheren Tätigkeiten bei Feinmechanikern, Uhrmachern und der Nähmaschinenfertigung ein.
Bereits 1894 hatte er einen ersten, damals noch gescheiterten Versuch unternommen, eine Automobilabteilung in das Unternehmen zu integrieren; erste Erfolge zeigten sich mit hohem finanziellen Aufwand erst gegen 1898. Auch für die Zeit nach dem Ersten Weltkrieg entschied er sich, die großen Dürkopp-Personenkraftwagen nur als Einzelstücke auf Bestellung zu fertigen. Zu seinen Grundprinzipien gehörten höchste Qualität und die Erfüllung spezieller Kundenwünsche. Eine Fließbandfertigung lehnte er im Automobilbereich ab, obwohl sie ihm in anderen Unternehmenssparten deutliche Kostenvorteile gegenüber seinen Konkurrenten brachte. Seine Begeisterung für Automobile ging so weit, dass er für deren Entwicklung seinen großen Reitstall aufgab; bis zuletzt beteiligte sich Nikolaus Dürkopp an den Pkw-Planungen und -Entwicklungen, unternahm insbesondere auch persönlich die Test- und Probefahrten mit den neuen Personenwagen aus seinem Unternehmen.

### Weitere Personen
Als weitere Personen, die an der Entwicklung und dem Bau des Dürkopp Typ P 16 beteiligt waren, können genannt werden:
- Paul Dürkopp, Sohn von Nikolaus Dürkopp aus erster Ehe, der nach dem Tod seines Vaters 1918 die Unternehmensführung übernahm,
- Gustav Möllenberg als Generaldirektor des Unternehmens sowie
- der Ingenieur Erich Küchen als persönlicher Assistent von Nikolaus Dürkopp und enger Freund von Paul Dürkopp – aus seinem familiären Umfeld erlangte später der Ingenieur Richard Küchen Bekanntheit.

Ohne nennenswerten direkten Einfluss auf den Typ P 16 blieben hingegen andere Konstrukteure, die während der Produktionszeit des Oberklassemodells für Dürkopp tätig, jedoch mit anderen Projekten betraut waren. Dazu zählen beispielsweise die Ingenieure Nikolaus Henzel und der auch als Rennfahrer erfolgreiche Kurt C. Volkhart. Ersterer war bereits für Oryx tätig gewesen und stieß 1919 zu Dürkopp, befasste sich jedoch vorrangig mit der Entwicklung des Typ P 8 (8/24 PS) für die untere Mittelklasse sowie der eines Motorrad-Modells. Gemeinsam mit Volkhart war er zudem für die Entwicklung des Dürkopp Typ P 8 B Sportwagen mit OHC-Ventilsteuerung, Antrieb der Nockenwelle per Königswelle und Kompressoraufladung verantwortlich, mit dem der Rennfahrer Hans Stuck ab 1925 seine ersten Motorsporterfolge feierte.

## Die Technik
Bei der Entwicklung und der Fertigung des Dürkopp Typ P 16 (16/45 PS) griff das Unternehmen auf die Erfahrungen und Erkenntnisse aus dem Bau der seitherigen Personenwagen der Baureihe Typ DG sowie der kleinen bis mittleren Lastkraftwagen zurück. Namentlich das solide Chassis und der neue großvolumige Vierzylindermotor zeigten eine konstruktive Nähe zu diesen Fahrzeugen. Wegen der wirtschaftlichen Gesamtumstände und der aufwendigen, teuren Handarbeit allein auf Bestellung entstanden nur wenige Exemplare des Typ P 16.

### Das Chassis
Das separate Fahrgestell und das Fahrwerk des Dürkopp Typ P 16 waren für die Zeit konventionell. Die Fußbremse wirkte rein mechanisch allein auf die Kardanwelle, eine damals noch übliche Lösung; auf Betriebsbremsen an den Rädern vorne oder hinten verzichtete das Modell hingegen. Ab Werk hatte er Artillerieräder mit Holzspeichen (mit zehn Speichen vorn und zwölf Speichen hinten) sowie Hochdruck-Ballonreifen der Größe 880 × 125. Auf einer Werkszeichnung von 1918, die vermutlich einen Typ P 16 als Tourenwagen zeigt, sind abweichend Drahtspeichenräder abgebildet. Der Radstand betrug 3482 Millimeter, die Spurweite vorne und hinten einheitlich 1400 Millimeter.

### Der Antrieb
Der Dürkopp Typ P 16 hatte einen wassergekühlten Vierzylinder-Reihenmotor mit seitlich stehenden Ventilen (SV-Ventilsteuerung). Bei einer Zylinderbohrung von 101 Millimeter und einem Kolbenhub von 130 Millimeter wurde der Hubraum mit 4164 Kubikzentimeter angegeben (rechnerisch eigentlich 4166 Kubikzentimeter). Der Motor leistete 45 PS (33 kW) bei zeittypisch moderaten 2000 Umdrehungen pro Minute. Die Gemischbildung übernahm ein Zenith-Vergaser, eine Magnetzündung entflammte das verdichtete Treibstoff-Luft-Gemisch im Zylinder. Die Kraft wurde über ein handgeschaltetes Vierganggetriebe weitergeleitet, wie es jedenfalls ab 1913 für alle Personenwagenmodelle von Dürkopp üblich war. Der Schalthebel saß innen rechts direkt neben dem – wie damals noch üblich – rechts gelegenen Fahrersitz. Da er dort den Einstieg beeinträchtigte, wurde regelmäßig auf eine Tür vorn rechts verzichtet; der Fahrer stieg vielmehr von vorn links zu. Eine Kardanwelle trieb die Hinterräder an. Das Oberklassemodell erreichte wegen einer relativ „kurzen“ Getriebeübersetzung eine Höchstgeschwindigkeit von lediglich 80 Kilometer pro Stunde. Der Kraftstoffverbrauch betrug 20 Liter auf 100 Kilometer.

### Die Karosserie
Der Dürkopp Typ P 16 war mit unterschiedlichen Karosserien entsprechend den Wünschen und Vorstellungen der Käufer erhältlich. Typisch für die Zeit war der modische, hier besonders ausgeprägte Spitzkühler (bei dem senkrecht stehenden Kühler waren die rechte und linke Seite besonders stark zueinander geneigt). Manche Fahrzeuge haben einen herkömmlichen, vernickelten Kühler, bei anderen ist er in Wagenfarbe lackiert. Einzelne Aufbauten stammten möglicherweise von externen Karosseriebauunternehmen; bekannt ist insbesondere eine Geschäftsbeziehung zwischen Dürkopp und dem Karosseriebaubetrieb Karmann in Osnabrück.
Die einfachste und leichteste Ausführung war ein offener dreitüriger Tourenwagen mit sechs Sitzen; damit betrug das Leergewicht vergleichsweise geringe 1500 Kilogramm. Mit Limousinen- und Landaulet-Aufbauten kamen die Fahrzeuge je nach Ausstattung und wegen der ungewöhnlich großen Höhe auf bis zu 1800 Kilogramm Leergewicht. Die Länge des Modells wird mit 4700 Millimeter angegeben, konnte je nach Aufbau aber auch variieren; die Breite betrug 1700 Millimeter. Die Höhe wird mit enormen 2200 Millimeter angegeben, was sich offenbar auf die geschlossene Ausführung bezieht.
Bei den Standardkarosserien bietet die Motorhaube einen Anhaltspunkt zur Bestimmung des Fahrzeugmodells: Der Typ P 16 hat vielfach sieben Lüftungsschlitze je Seite, der kleinere Vierzylinder Typ P 10 (10/30 PS) sechs, der größere Sechszylinder Typ P 24 (24/70 PS) acht Schlitze.

## Datenblatt
| Modell                | Dürkopp Typ P 16 (16/45 PS)                                     |
| Bauzeit               | 1917–1922                                                       |
| Aufbauten             | Tourenwagen, Limousine, Landaulet, zumeist 3-türig und 6-sitzig |
| Motor                 | 4-Zylinder-Reihe (4-Takt)                                       |
| Ventile               | seitlich stehend (SV)                                           |
| Bohrung × Hub         | 101 mm × 130 mm                                                 |
| Hubraum               | 4164 cm³                                                        |
| Leistung              | 45 PS (33 kW) bei 2000/min                                      |
| Getriebe              | 4-Gang                                                          |
| Schaltung             | rechts innen                                                    |
| Fußbremse             | mechanisch auf Kardanwelle                                      |
| Höchstgeschwindigkeit | 80 km/h                                                         |
| Verbrauch             | 20 Liter/100 km                                                 |
| Leergewicht           | 1500–1800 kg (je nach Aufbau)                                   |
| Länge                 | 4700 mm (variierend je nach Aufbau)                             |
| Breite                | 1700 mm                                                         |
| Höhe                  | 2200 mm (geschlossen; Tourenwagen niedriger)                    |
| Radstand              | 3482 mm                                                         |
| Spur vorne / hinten   | 1400 mm                                                         |
| Reifengröße           | 880 × 125 Hochdruck                                             |

## Automobilhistorische Bedeutung desDürkopp Typ P 16und seine Konkurrenten
Der Typ P 16 war 1917 das letzte neue Personenwagenmodell, das noch zu Lebzeiten des Unternehmensgründers Nikolaus Dürkopp vorgestellt wurde. Es war das zweite Modell der Dürkopp-Personenwagenbaureihe Typ P, dem bis zum Ende der Dürkopp-Pkw-Produktion 1927 noch sechs weitere Modelle folgen sollten. Gemeinsam mit dem konkurrierenden Oberklassemodell Dux Typ S (17/50 PS) war es eines der ersten neuen Personenwagenmodelle in Deutschland für die Nachkriegszeit. Bei seinem Produktionsende 1922 war der Typ P 16 das letzte Dürkopp-Oberklassemodell mit einem großvolumigen Vierzylindermotor und zusammen mit dem Sechszylindermodell Typ P 24 (24/70 PS) das letzte Oberklassemodell der Marke überhaupt.
Beim Vertrieb und der Wartung war Dürkopp vor allem auf Westfalen, das Ruhrgebiet und das südliche Niedersachsen ausgerichtet, über das Zweigwerk in Berlin-Reinickendorf auch auf Berlin und Brandenburg.
Dort konkurrierte der Dürkopp Typ P 16 mit den etwas kleineren Oberklassemodellen Mercedes 16/45 PS mit Schiebermotor, dem Benz 18/45 PS und ab 1921 dem Phänomen 16/45 PS. Leistungsstärker beziehungsweise etwas größer waren der Dux Typ S, der Elite E 18, der Hansa-Lloyd Treff-Aß und ab 1922 der Adler 18/60 PS. Unter diesen wies allein der Hansa-Lloyd einen deutlich längeren Radstand auf. Die Zylinderbohrung des Typ P 16 übertraf mit 101 Millimeter die der meisten Konkurrenten; allein die des Hansa-Lloyd in der Version von 1923 bis 1925 war mit 105 Millimeter nochmals größer. Den Kolbenhub von „nur“ 130 Millimeter hatte der Dürkopp mit dem Mercedes und dem Hansa-Lloyd gemeinsam, während die Konkurrenten teils 10, teils 20 Millimeter mehr aufwiesen.
Wegen der wirtschaftlichen Entwicklung im Deutschen Reich bis zu Beginn der 1920er-Jahre erwies sich die Entscheidung der Marke Dürkopp, die großen Modelle der Baureihe Typ P nur auf Bestellung zu bauen, grundsätzlich als richtig. Sie blieben gleichwohl über längere Zeit ein Verlustgeschäft, das zuletzt mit Gewinnen der Nähmaschinen- und Fahrradfertigung ausgeglichen werden musste. Nach weiteren fünf Jahren gab Dürkopp 1927 die Personenwagenproduktion auf, zwei weitere Jahre später auch die der Lastkraftwagen.